# Václav a Petr Herinkovi
V. a P. Herinkovi byla autorská dvojice kresleného humoru, která publikovala od roku 1970 do roku 2022. Václav Herink (7. července 1955 Děčín) byl autorem kreseb, Petr Herink (9. února 1949 Děčín - 8. listopadu 2022 Praha) byl autorem námětů. Byli sourozenci a své kreslené vtipy podepisovali, na podnět humoristy Jana Vyčítala, značkou @.

## Život
Narodili se v Děčíně, v roce 1962 se přestěhovali do Prahy. Václav absolvoval střední odborné učiliště – obor číšník v Praze a celý svůj profesní život zasvětil tomuto povolání. Petr absolvoval střední školu – obor chemie v Praze a pracoval v závodě Druchema v Praze, kde se postupně vypracoval z místa technologa až do funkce ředitele. Oba žili a tvořili v Praze.
K jejich zálibám patřilo chalupaření v Českém ráji a amatérské someliérství.

## Dílo
V osmdesátých letech dělali grafiku pro Československou televizi: kreslené titulky k pořadům, kresby do zábavného pořadu režiséra Jana Bonaventury. Dále se jejich kreslený humor objevil v pořadu moderátora Miloše Skalky Setkání s písničkou a kresbami V. a P. Herinkových (1990).
Kreslený humor nejprve publikovali v sobotních přílohách denního tisku (od roku 1970), později i v časopisech Dikobraz, Mladý svět (od roku 1976). Po Listopadu 1989 tiskli jejich kreslené vtipy časopisy Nový dikobraz, KUK, ŠKRT, PARDON. Jejich kreslené vtipy se objevovaly v křížovkářských časopisech Křížem-Krážem, v měsíčníku Sorry a dvouměsíčníku Tapír.
Vydavatelství Pressfoto vydalo v roce 1988 jejich kreslené vtipy v sadě pohlednic Výstava do kapsy. Dále byly jejich kreslené vtipy zařazeny Svatoplukem Kášem do Antologie českého medicínského humoru (1988) a Jiřím Danielem do antologie kresleného humoru 100x o vojně (1989, ISBN 80-206-0019-1). Josef Kobra Kučera vydal ve svém nakladatelství Kobra v roce 1992 dvojjazyčnou knihu (v češtině a němčině) s kreslenými vtipy bratří Herinků A přece se točí: Kniha o pivu = Das Buch vom Bier (ISBN 80-900714-9-X). Tato kniha byla vydána při příležitosti 192. Salonu kresleného humoru v Malostranské besedě v Praze, který v červnu 1992 prezentoval jejich kreslené vtipy.
Účastnili se samostatných i společných výstav kresleného humoru, obesílali tuzemské i zahraniční soutěže karikaturistů.